# Frankfurt-Riederwald
Riederwald ist ein Stadtteil von Frankfurt am Main, der 1910 als Arbeitersiedlung gegründet wurde.
Die Einwohnerzahl beträgt 4.917.
Der Stadtteil zeichnet sich besonders durch seine Siedlungsarchitektur aus, die in den Jahren 1910 bis 1928 entstanden ist und in großen Teilen bis heute unverändert erhalten blieb. An seiner nördlichen Seite, nahe der Grenze zu Seckbach, liegt das Feuchtbiotop Riederbruch.

## Lage
Da der Riederwald die einzige Wohnsiedlung inmitten von Grüngürtel und Industriegebieten ist, werden viele Flächen, die eigentlich zu Fechenheim und vor allem zu Seckbach gehören, informell zum Stadtteil gezählt. Darunter der Betriebshof Ost und alle Sportanlagen um das Riederwaldstadion als Trainingsgelände der Eintracht Frankfurt inklusive Eintracht-Geschäftsstelle, die Pestalozzischule, das Wohngebiet um die Vatterstraße im Norden, das Industriegebiet der Seckbacher Niederung, das Magazingebäude des Instituts für Stadtgeschichte und das Parkhaus in der Borsigallee, allesamt auf Seckbacher Gemarkung. Im Süden grenzt das Industriegebiet von Fechenheim mit dem Frankfurter Osthafen an den Stadtteil. Im Westen, jenseits der Autobahntrasse der A 661 liegt der Ostpark. Nordwestlich befindet sich der Stadtteil Bornheim mit dem Festplatz am Ratsweg, an dem auch die Eissporthalle liegt.

## Geschichte
| Jahr | Häuser | Wohnungen | Einwohner |
| ---- | ------ | --------- | --------- |
| 1911 | 53     | 132       | 528       |
| 1912 | 57     | 138       | 552       |
| 1913 | 95     | 195       | 772       |
| 1914 | 141    | 364       | 1456      |
| 1915 | 180    | 482       | 1928      |
| 1916 | 243    | 632       | 2490      |
| 1917 | 243    | 632       | 2392      |
| 1918 | 243    | 632       | 2304      |
| 1919 | 243    | 632       | 2336      |
| 1920 | 347    | 1034      | 3515      |
| 1921 | 413    | 1150      | 3910      |
| 1922 | 439    | 1264      | 4300      |
| 1923 | 453    | 1334      | 4545      |
| 1924 | 453    | 1334      | 4688      |
| 1925 | 462    | 1375      | 5482      |
| 1926 | 530    | 1612      | 6575      |
| 1927 | 688    | 1622      | 7690      |
| 1928 | 694    | 1838      | 7994      |
| 1929 | 694    | 1838      | 7792      |
| 1930 | 694    | 1838      | 7643      |
| 1931 | 694    | 1838      | 7499      |
| 1932 | 700    | 1898      | 7551      |
| 1933 | 707    | 1932      | 7533      |
| 1934 | 715    | 1948      | 7360      |
| 1935 | 718    | 1954      | 7326      |
| 1936 | 718    | 1954      | 7352      |

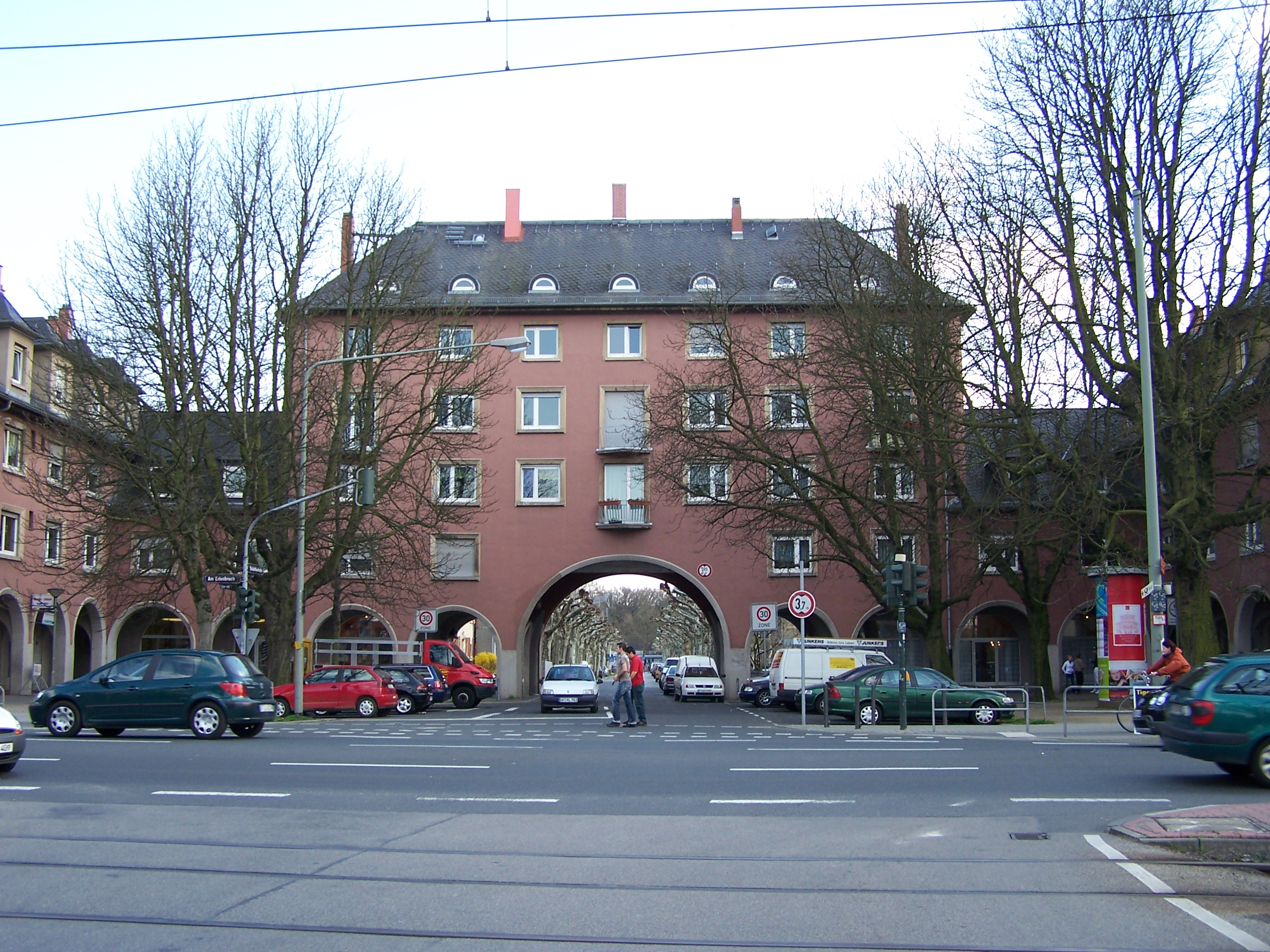
Torhaus Schäfflestraße

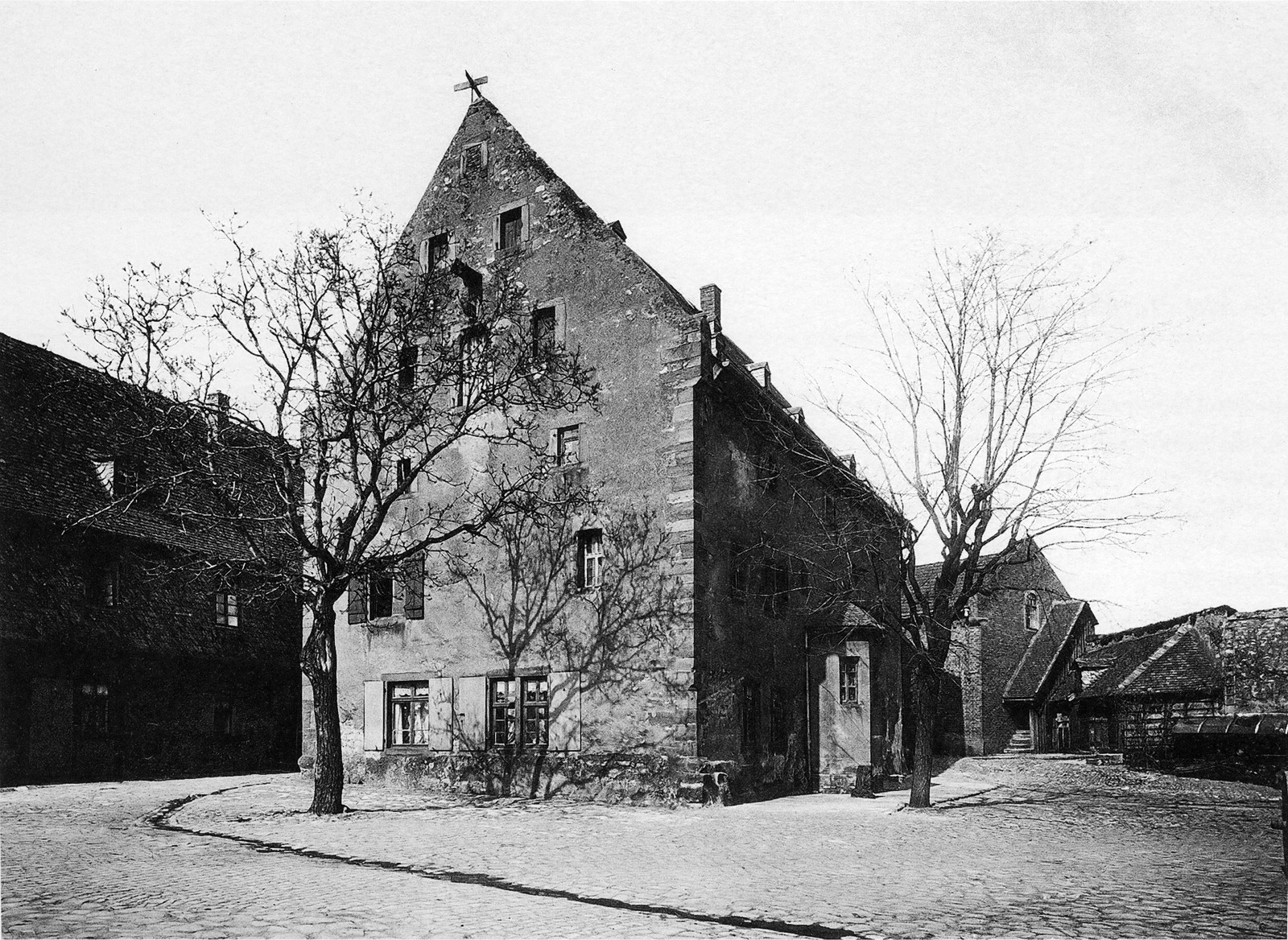
Riederhof 1880

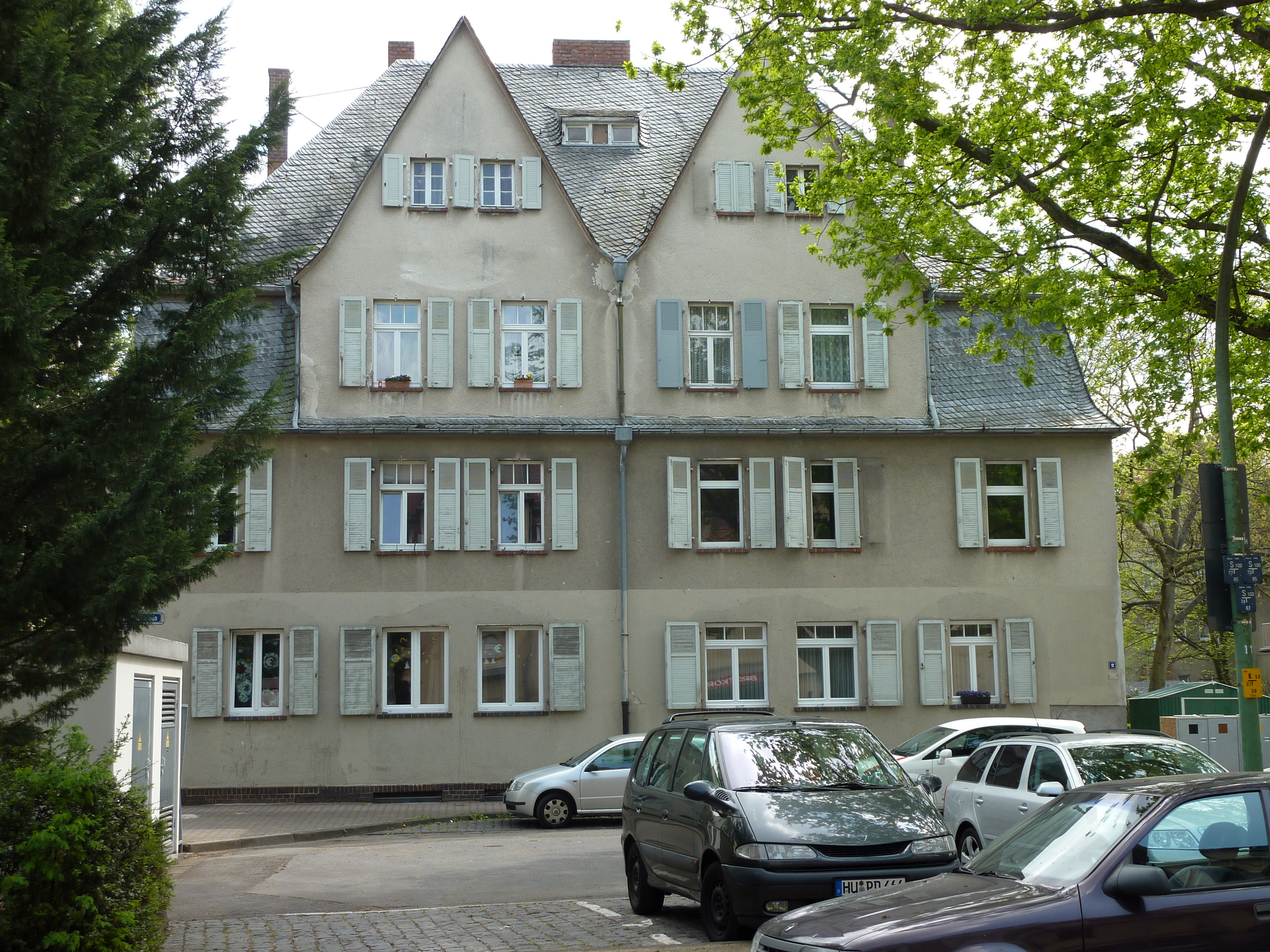
Wohnhaus der Sozialdemokratin und Reichstagsabgeordneten Johanna Tesch (linke Hälfte)

Ried bedeutet sumpfiges Schwemmland. Der Alt-Main hatte hier zwischen den Prallhängen Röderberg, Buchhang, Seckbacher, Berger und Bornheimer Hang zahlreiche Flussarme ausgebildet, die nach der letzten Eiszeit versumpften. Es bildete sich ein Auenwald, den die Franken im fünften und sechsten Jahrhundert größtenteils rodeten. 1869 fand man einige Gräber aus römischer Zeit, möglicherweise zu einem römischen Gutshof gehörig.
Die Erst-Nennung eines Hofes in Riedern curtis in Riederin datiert aus dem Jahr 1193. Er war zunächst königliches Eigentum, dann im Besitz von Klöstern. Im 13. Jahrhundert gelangen die Güter vor dem Riederwald und die Riederhöfe in den Besitz von Frankfurter Patriziern. Die Riederhöfe wurden in der folgenden Zeit zu Wehrhöfen der Frankfurter Befestigung ausgebaut. Auf dem Riederhof befand sich eine Warte, die die Hanauer Landstraße und das angrenzende Hanauer Gebiet überwachte.
Dem öfter aufflammenden Streit der Frankfurter mit den Hanauer Grafen wurde mit der Herauslösung Bornheims aus der Grafschaft Bornheimerberg und der Einbeziehung der Bornheimer Landwehr in das Frankfurter Verteidigungssystem entgegengewirkt. Die Ländereien jenseits der Landwehr beanspruchte Hanau, bis dann im Jahr 1785 die Landgrafen von Hessen-Kassel auf sie verzichteten.
1847 wurde der Bau der Eisenbahnlinie nach Hanau begonnen, sie durchschneidet die ehemaligen Felder der Riederhöfe. Im Osten des Riederwalds wurde 1864 eine Grundwasserpumpanlage für die Wasserversorgung der Stadt Frankfurt am Main auf Initiative von Dr. Otto Volger (siehe auch Volgersbrunnenweg), dem Gründer des Freien Deutschen Hochstifts, errichtet und damit der Grundwasserspiegel nachhaltig gesenkt.
Die Riederwald-Siedlung wurde in der Zeit von 1909 bis 1912 von der Genossenschaft Volks-Bau- und Sparverein Frankfurt am Main (VBS) als Arbeitersiedlung erbaut, gleichzeitig mit dem Bau des Osthafens. Waren die Bauten anfangs noch im damaligen Heimatstil ausgeführt, so wurde eine maßgebliche Erweiterung 1926/1927 in die Baupläne von Ernst May aufgenommen. Dieser Stadtteil sollte Teil einer – allerdings nie realisierten – Großsiedlung vom Bornheimer Hang bis hin zum Riederwald werden.
Am Beginn war Riederwald ausgesprochen „rot“. Sowohl SPD als auch später die KPD hatten hier in der Weimarer Republik ausgeprägte Hochburgen. In der Zeit des Nationalsozialismus leisteten Bewohner aktiven Widerstand gegen die Nazis, darunter Johanna Tesch, Anna Beyer, Otto Dinges oder Karl Wassmann.
Anfänglich gab es keine eigenen Kirchen und die Gottesdienste wurden in Baracken (später Schulen) abgehalten. In den 1920er Jahren wurden die evangelische und katholische Kirche bewusst in Sichtweite voneinander geplant: die Ökumene wurde hier von Anfang an gelebt und zeigte sich auch im Widerstand gegen das Dritte Reich. Die katholische Heilig-Geist-Kirche von Martin Weber war mit der Heilig-Kreuz-Kirche in Bornheim eine der ersten Stahlskelett-Kirchen in Deutschland und wurde 1931 fertiggestellt. Die evangelische Kirche am Waldrand ging aus der 1928 errichteten Riederwaldkirche hervor, die im Zweiten Weltkrieg bei den Luftangriffen auf Frankfurt am Main zerstört wurde und 1962 von Werner W. Neumann als Philippuskirche wieder errichtet wurde.
Aufgrund der starken Zerstörungen in den angrenzenden Industrie- und Hafengebieten griffen die Bewohner zur Selbsthilfe. Ab 1949 begann auch die Frankfurter Aktienbaugesellschaft für kleine Wohnungen mit dem Wiederaufbau, der bis 1955 abgeschlossen war. Teils griff das Kommunalunternehmen dabei auf die Pläne Mays zurück, teils entstanden im so genannten „AG-Teil“ auch Neubauten. Konzipierte May noch viele der Bauten als Ein- oder Zweifamilienhäuser, so wurden diese in den folgenden Jahrzehnten oft in kleinere Einheiten umgewandelt, um bezahlbarere Mieten realisieren zu können.
Der Bau der A 661 beeinflusste die Siedlung, da seitdem der Verkehr entlang der Siedlung ebenso wie die Lärm- und Abgasbelastung stetig zunahm. In den letzten Jahren kam es zu Konflikten zwischen Bewohnern und dem VBS. Die Genossenschaft plante zunächst den Abriss alter Häuser und den Neubau größerer Einheiten. Bewohner und Denkmalschützer forderten eine Sanierung der Altbauten, die inzwischen begonnen hat.

## Stadtbild

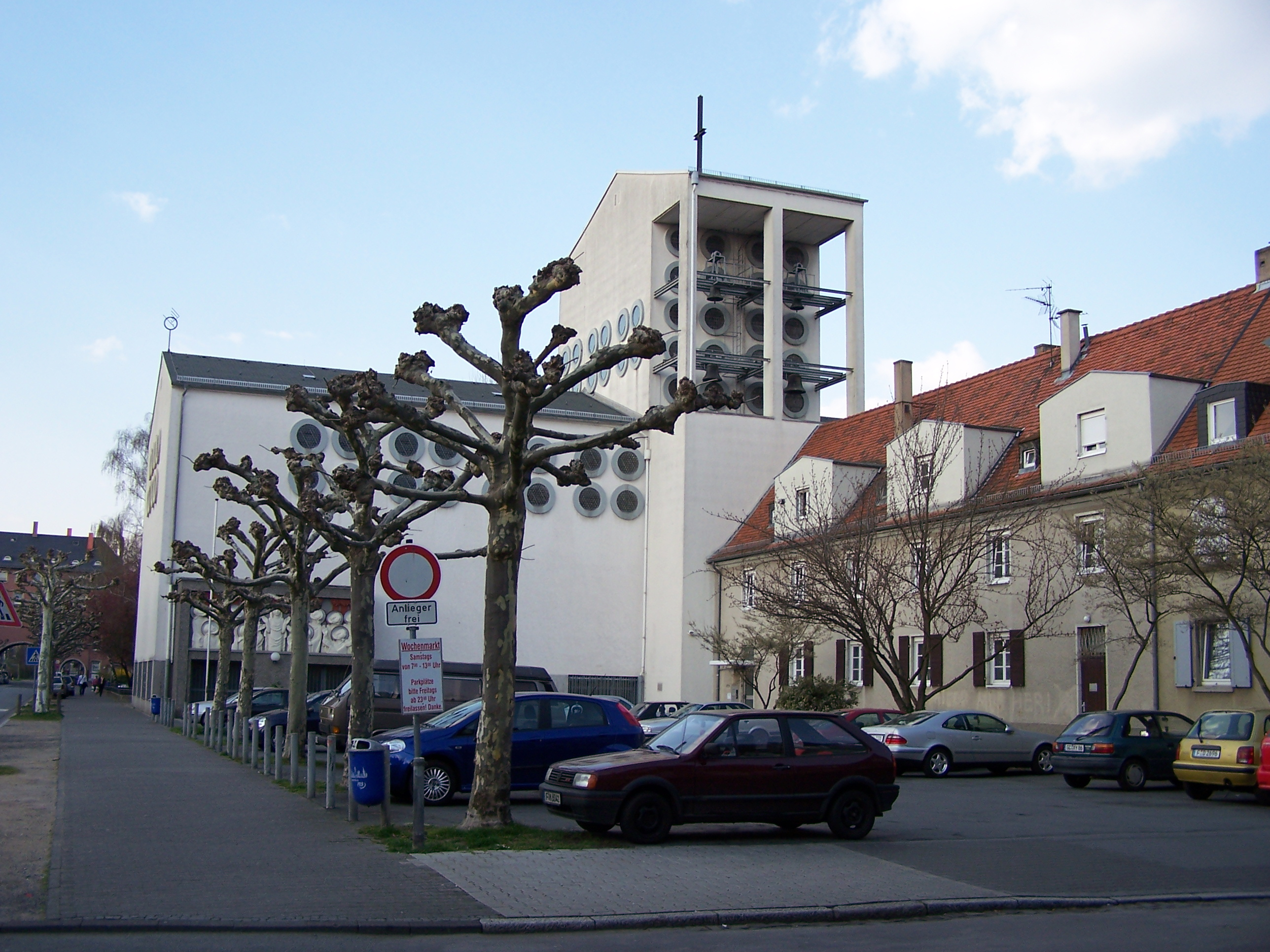
Heilig-Geist-Kirche

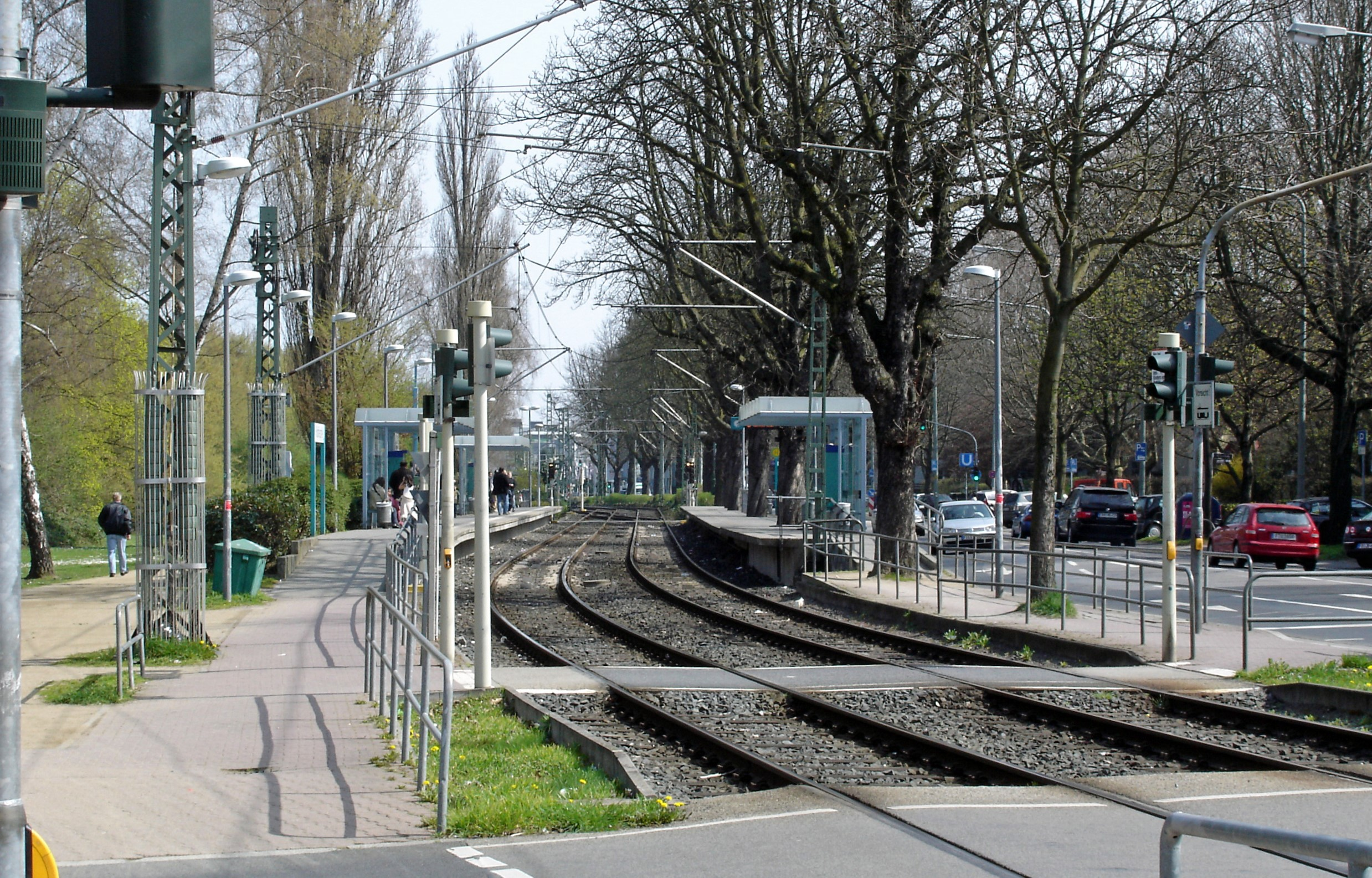
Kreuzung und U-Bahn-Station Schäfflestraße

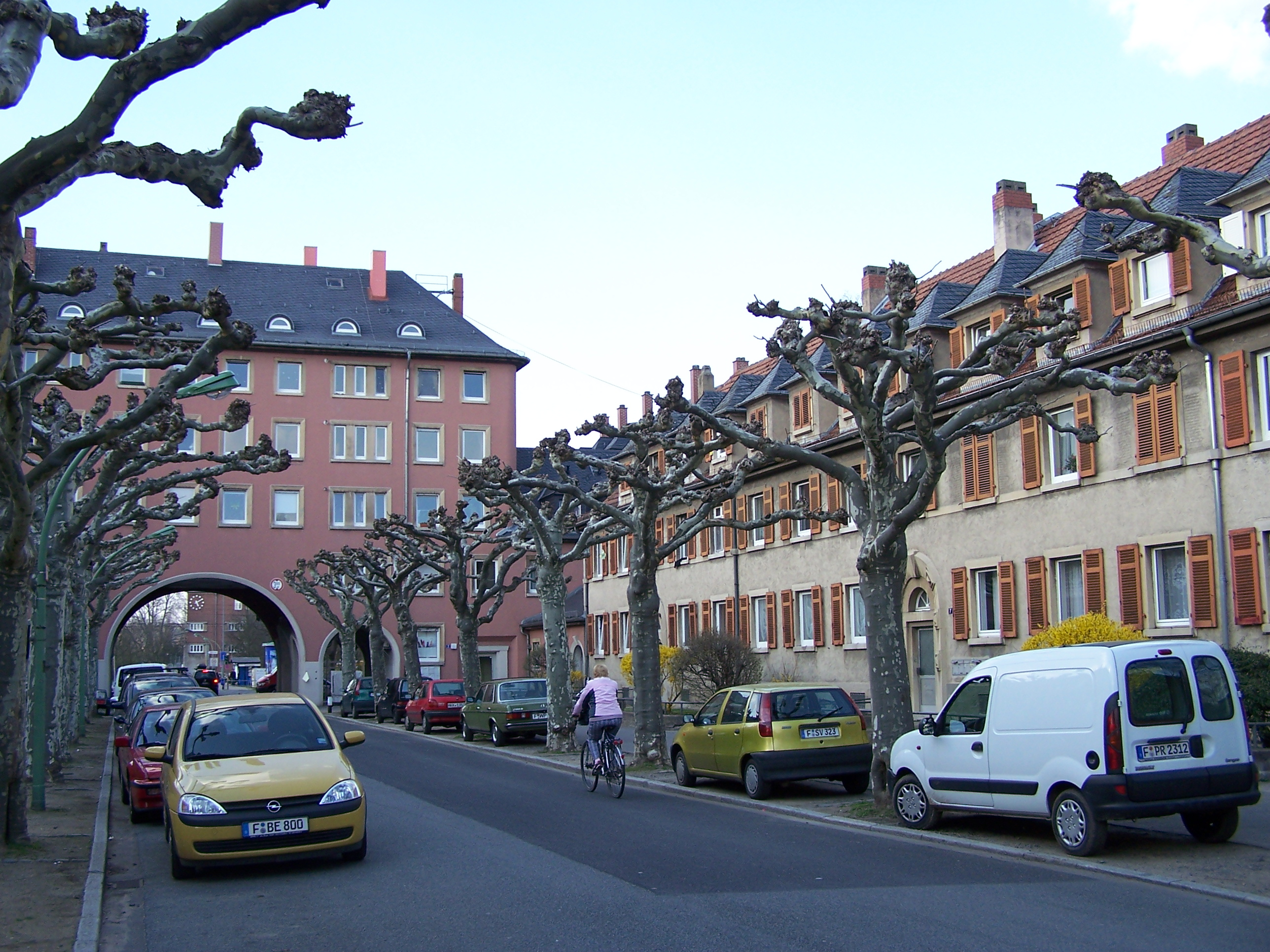
Schäfflestraße

Besonders auffallend ist der Engelsplatz, den May als Anker in der Altbebauung vorsah, und der das Ende der Lasallestraße darstellt. Im Gegensatz zu den anderen Riederwälder Bauten findet man hier noch einseitig geneigte Schrägdächer, mit auffallenden gegenläufigen Schornsteinen. Ebenso bemerkenswert ist die Tatsache, dass am Engelsplatz der öffentliche Straßenraum innen im Platz liegt, die privaten Gärten und Grünflächen jedoch an der Außenseite. Eine Besonderheit ist der Durchgang zur Lasallestraße, den torähnliche Betonplatten bilden, die sich gleich den Pultdächern neigen.

## Politik
Bei der Bundestagswahl 2017 war der Stadtteil einer der vier Stadtteile, in denen die SPD die relative Mehrheit der Zweitstimmen erreichen konnte. Die SPD erreichte 29,6 % der Zweitstimmen und lag damit deutlich vor der Partei Die Linke, welche mit 18,8 % knapp vor der CDU (17,5 %) lag. Auf den weiteren Plätzen folgten die AfD mit 13,1 %, Bündnis 90/Die Grünen mit 9,7 % sowie die FDP mit 5,5 %.
Auch bei der Oberbürgermeisterwahl 2018 konnte der Amtsinhaber Peter Feldmann (SPD) in der Stichwahl mit 83,6 % der Stimmen in Riederwald sein bestes Ergebnis erzielen, während seine Gegenkandidatin Bernadette Weyland (CDU) dort mit 16,4 % der Stimmen ihr schlechtestes Ergebnis erzielte.
Bei der Wahl zur Frankfurter Stadtverordnetenversammlung im Jahr 2016 wurde die SPD mit 30,2 % der Stimmen vor der AfD (13,6 %), der Partei Die Linke (13,4 %), der CDU (12,6 %), den Grünen (6,5 %) und der FDP (3,9 %) stärkste Kraft.

## Verkehr und Infrastruktur
Durch die am Nordrand gelegenen Haltestellen Johanna-Tesch-Platz und Schäfflestraße  ist Riederwald an die Linie U7 und durch die Haltestelle Schäfflestraße an die Linie U4 des Frankfurter U-Bahn-Netzes angebunden.
Die Schäfflestraße ist als Nord-Süd-Achse eine der wichtigsten Wohn- und Geschäftsstraßen im Riederwald, in Ost-West-Richtung durchzieht die Raiffeisenstraße den Riederwald in beinah seiner ganzen Länge. Sie ist als richtungswechselnde Einbahnstraße konzipiert, die die Durchfahrt in West-Ost-Richtung unmöglich macht. Autos, die in den Riederwälder Osten möchten, müssen den Umweg über Am Erlenbruch nehmen und damit die Siedlungsbebauung verlassen. Damit soll verhindert werden, dass Kraftfahrer die Straße als Ausweichroute zum oftmals völlig überlasteten Am Erlenbruch nutzen.
An der Einmündung der Schäfflestraße in die Raiffeisenstraße befinden sich neben den beiden christlichen Kirchen ein Sparkassenautomat, eine Apotheke, ein Backwarenladen und weitere kleine Geschäfte, die neben dem einzigen Supermarkt im am Waldrand gelegenen Volgersbrunnenweg die Nahversorgung des Stadtteils sicherstellen sowie einige Geschäfte und Gastronomie am Nordende der Schäfflestraße in unmittelbarer Nähe des Torbogens. Eine weitere Ladenzeile in der Max-Hirsch-Straße wird vornehmlich aus dem westlichen Riederwald frequentiert.
Ganz im Südosten, am Autobahnzubringer zur A661, liegt eine Filiale eines Großhandelsunternehmens. Der Stadtteil verfügt über keine (freiwillige) Feuerwehr und keine eigene Polizeidienststelle.
Am Ratsweg befindet sich eine Auffahrt auf die A 661 in Richtung Oberursel.
Langjährige Pläne sehen vor, die Lücke zwischen den Autobahnen A 66 und A 661 durch einen Tunnel im Norden des Riederwalds zu schließen. Einige Bewohner erhoffen sich davon eine Entlastung der häufig vom Verkehr verstopften Straße Am Erlenbruch.

## Straßennamen
|      | Riederwaldschule | Riederwaldschule | Pestalozzischule | Pestalozzischule |
| Jahr | Schüler          | Klassen          | Schüler          | Klassen          |
| ---- | ---------------- | ---------------- | ---------------- | ---------------- |
| 1913 | 62               | 1                | –                | -                |
| 1914 | 104              | 2                | –                | -                |
| 1915 | 166              | 3                | –                | -                |
| 1916 | 201              | 4                | –                | -                |
| 1917 | 256              | 5                | –                | -                |
| 1918 | 307              | 7                | –                | -                |
| 1919 | 348              | 9                | –                | -                |
| 1920 | 522              | 13               | –                | -                |
| 1921 | 628              | 17               | –                | -                |
| 1922 | 624              | 18               | –                | -                |
| 1923 | 669              | 17               | –                | -                |
| 1924 | 706              | 18               | –                | -                |
| 1925 | 728              | 21               | –                | -                |
| 1926 | 781              | 23               | –                | -                |
| 1927 | 1066             | 28               | –                | -                |
| 1928 | 538              | 16               | 562              | 16               |
| 1929 | 625              | 19               | 576              | 15               |
| 1930 | 609              | 19               | 623              | 17               |
| 1931 | 593              | 17               | 651              | 17               |
| 1932 | 628              | 17               | 613              | 14               |
| 1933 | 622              | 16               | 586              | 13               |
| 1934 | 572              | 15               | 520              | 12               |
| 1935 | 540              | 13               | 452              | 11               |
| 1936 | 492              | 12               | 449              | 10               |

Fast alle Straßen in Riederwald wurden nach Nationalökonomen benannt. Im ältesten genossenschaftlich erschlossenen Siedlungsteil wurden vor allem Pioniere der Genossenschaftsbewegung geehrt (Raiffeisen-, Schulze-Delitzsch-, Dunckerstraße). Im östlichen Teil des Stadtteils, in dem hauptsächlich die kommunale Wohnungsgesellschaft AGB baute, dominieren Bezeichnungen nach Volkswirtschaftlern und Wirtschaftswissenschaftlern wie (Karl-Marx-, Friedrich-List- oder Thünenstraße). In diese Reihe wäre auch die Maaßenstraße zu stellen, die an Karl Georg Maaßen erinnert. Allerdings wurde die vergleichsweise kurze Straße 1928 in die Lassallestraße eingegliedert.
Alle Straßen trugen zunächst Namen von Männern. Durch die nachträgliche Umbenennung des Schulze-Delitzsch-Platzes in Johanna-Tesch-Platz wurde die erste Frau geehrt. Die Frankfurterin Johanna Tesch gründete eine Gewerkschaft für Hausangestellte, gehörte 1919 für die SPD der verfassunggebenden Nationalversammlung der Weimarer Republik an und wurde außerdem in den ersten Reichstag gewählt. An ihrem Wohnhaus im Stadtteil Riederwald (heutige Adresse: Am alten Volkshaus 1) befindet sich eine Gedenktafel. Sie erinnert an die Verschleppung der damals 69-Jährigen durch die Nazis ins KZ Ravensbrück, wo sie 1945 umkam.
Am 4. November 2019 wurden außerdem zwei kleine, bis dahin namenlose Plätze nach zwei weiteren Frauen benannt: der Sozialpolitikerin Marie Juchacz und der von den Nazis ins KZ verschleppten Riederwälderin Cäcilie Breckheimer.
Im Nationalsozialismus erhielten jene Straßen, die nach Juden, Sozialdemokraten oder Sozialisten benannt waren, neue Namen. So wurde 1935 aus der Max-Hirsch-Straße (benannt nach dem Juden Max Hirsch, einem sozialliberalen Gewerkschaftspionier), die „Tilsiter Straße“. Ihre „großdeutsche Gesinnung“ unterstrichen die Nazis, indem sie die Karl-Marx-Straße in Brombergstraße und den Engelsplatz in Memelplatz umbenannten. (Diese beiden Städte lagen außerhalb der damaligen Staatsgrenze in Polen bzw. Litauen.) Die Lassallestraße hieß nun Tannenbergstraße, um an einen Sieg über Russland zu erinnern. 1945 wurden die Umbenennungen wieder rückgängig gemacht.

## Bildung
Das schnelle Wachstum der Riederwaldsiedlung hatte auch Auswirkung auf den Schulbetrieb. Der erste Unterricht der Riederwaldschule fand in Baracken am Johanna-Tesch-Platz und später auch in der Schäfflestraße statt. Eine Verbesserung der Situation trat erst ein, als 1928 in Seckbach am äußersten Rande der Wohnbebauung eine neue Schule eröffnet wurde. Die heutige Pestalozzischule (bis 1933 Konrad-Haenisch-Schule) war von Martin Elsaesser als sozialdemokratische Massenschule konzipiert, die zwar in ihrer Einrichtung viele Reformideen der damaligen Zeit widerspiegelt – Turn- und Schwimmhalle, Übungsräume für handwerkliche und künstlerische Betätigung, Mensa, Wohnungen im Gebäude –, anders als bei den gleichzeitig gebauten Pavillonschulen folgt aber der Grundriss des expressionistischen Baus eher etablierten Schulvorstellungen der damaligen Zeit. Die Riederwaldschule ging später in der Pestalozzischule auf. Diese liegt zwar in fußläufiger Nähe zum Riederwald, ist aber Seckbacher Gemarkung.

## Sport und Freizeit
Der rund 30 Hektar große, dem Stadtteil namensgebende Riederwald liegt im Südosten der Wohnbebauung und dient als Freizeit- und Erholungsgebiet. Im Licht- und Luftbad, das zeitgleich mit der Wohnbebauung entstand, finden alljährlich im Sommer Veranstaltungen statt.
Die Bezirkssportanlage Riederwald bietet nach beinahe vollumfänglichem Umbau einen Rasen- und einen Kunstrasenplatz sowie zwei Soccer-Courts. Aktuell werden die Sportplätze von der SG Riederwald und dem FC Posavina genutzt und liegen inmitten des Waldgebietes. Des Weiteren gibt es eine Sporthalle und einen eingezäunten Sportplatz mit Gummibelag in der Schäfflestraße. Das irreführenderweise Riederwaldstadion genannte Fußballstadion liegt nördlich der Wohnbebauung jenseits der U-Bahn-Trasse auf Seckbacher Gemarkung.
Der Abenteuerspielplatz Riederwald genießt überregionale Bekanntheit und bietet Kinder und Jugendlichen vor allem in den Schulferien ein abwechslungsreiches Programm. Er betreibt auch das sogenannte Spielmobil, das mit seinen mobilen Spiel- und Sportgeräten ein gern gesehener Gast auf Kinder- und Straßenfesten im gesamten Frankfurter Stadtgebiet ist.

## Persönlichkeiten
- Ebu Bekir Is (* 2008), deutsch-türkischer Fußballspieler

## Der Riederwald in Literatur und Film
Im Roman Das siebte Kreuz von Anna Seghers wird die aus dem KZ geflohene Hauptfigur Georg Heisler zeitweise im Riederwald versteckt.
Vom Frankfurter Tatort wurde die Folge Der Tote im Nachtzug teilweise an der Görresstraße im AG-Teil der Siedlung, die Folge Waffenschwestern teilweise im VBS-Teil gedreht.
Am 28. und 29. September 2013 fanden in der Roscherstraße Dreharbeiten zum Spielfilm Im Labyrinth des Schweigens statt.